# 王镇环
王镇环（1974年—），辽宁辽阳人，汉族，中华人民共和国政治人物、第十二届全国人民代表大会甘肃地区代表。
毕业于兰州大学会计学。2013年，担任全国人大代表。